# Бебета в детски столчета
„Бебета в детски столчета“ (на английски: Babies in High Chairs) е американски късометражен ням филм на режисьора и продуцент Уилям Кенеди Диксън, заснет от компанията Едисън Манюфакчъринг Къмпъни, собственост на Томас Едисън.